# 奥里亚 (萨莱诺省)
奥里亚 (萨莱诺省)（義大利語：Orria），是意大利萨莱诺省的一个市镇。总面积26平方公里，人口1225人，人口密度47.1人/平方公里（2009年）。ISTAT代码为065085。